# 前衛 (雑誌)
『前衛』（ぜんえい）は、日本共産党が発行している機関誌の一つ。1946年創刊。月刊誌。
「日本共産党中央委員会理論政治誌」とコピーが打たれている。
『経済』と並ぶ日本共産党の理論誌。

## 概要
1946年2月に第1巻第1号刊行。
主に現在の政治情勢に関する論文を掲載。政治問題について検証するものなど、多くは日本共産党幹部によるものであるが、学者など党外の人による寄稿がある。小泉『構造改革』批判、労働運動、在日米軍・日米軍事同盟問題、自由民主党の『改憲論』問題などが最近の主要なテーマである。日本共産党が日頃から指摘する現実政治問題を掘り下げたものが大半を占める。
大衆運動のレポートや、ジャーナリストによる国外報告が入る場合もある。その他、スポーツやマスメディア関連の批評や、書評、日本リアリズム写真集団（JRP）に属する写真家による、社会派の写真レポートグラビアなどもある。このグラビアでは、フォトジャーナリスト森住卓の作品も登場している。
日本共産党大会や重要会議、国政選挙が行われたときなどには臨時増刊号を発行して、重要文献や資料を掲載する。大きな選挙の結果に関して、他の政党の動向も記録に残るので、資料的な価値も高い。
1996年までは隔年で増刊として『政治経済総覧』が発行されていた。内外の政治・経済状況、党活動や市民運動、右翼や新左翼の動向まで網羅されていた。
定価は710円（税込）。
2021年4月発売の5月号で通巻1000号到達。